# نادي لوندرينا
لوندرينا إسبورتي كلوب، يشار إليه أكثر باسم لوندرينا، هو نادي كرة قدم محترف برازيلي تأسس في 5 أبريل 1956 يقع في لوندرينا، بارانا، والذي يلعب حاليًا في الدوري البرازيلي الدرجة الثالثة، بعد هبوطه من الدوري البرازيلي الدرجة الثانية في 2023. كما أنهم يلعبون في القسم الأعلى من دوري ولاية بارانا لكرة القدم.
الفترة الأكثر نجاحًا للوندرينا جاءت بين عامي 1976 و1982 عندما تنافس لوندرينا في الدوري البرازيلي الممتاز لمدة 6 مواسم. هبط الفريق لموسم 1980 لكنه حصل على لقب الدوري الوطني الوحيد عندما أصبحوا أبطال الدرجة الثانية. كما فازوا أيضًا ببطولة الولاية أربع مرات، بالإضافة إلى حصولهم على 12 لقبًا في القسم الأعلى من دوري ولاية بارانا لكرة القدم.

## مشاركات الدوري البرازيلي
تنافس النادي في الدوري البرازيلي في أعوام 1976، 1977، 1978، 1979، 1981، 1982،  وفي عام 1986. أفضل موسم لفريق لوندرينا كان في عام 1977، عندما احتل النادي المركز الرابع.

## روابط خارجية
- الموقع الرسمي
 باللغة البرتغالية